# Österrike i Eurovision Song Contest 2017
Österrike deltog i Eurovision Song Contest 2017 i Kiev, Ukraina. Landet representerades av Nathan Trent med låten "Running One Air".

## Internval
Artisten och låten valdes internt. Artisten presenterades av TV-bolaget ORF den 28 december 2016. Låten presenterades 28 februari 2017..